# Spermin
Spermin je biogeni poliamin koji se formira iz spermidina. On je prisutan u mnoštvu organizama i tkiva i esencijalni je faktor rasta pojedinih bakterija. On se nalazi kao polikatjon na svim pH vrednostima. Spermin is vezuje za nukleinske kiseline, posebno u virusima, i smatra se da stabilizuje heliksnu strukturu.

## Spoljašnje veze
|  | Molimo Vas, obratite pažnju na važno upozorenje u vezi sa temama iz oblasti medicine (zdravlja). |